# Kulesze Podlipne
Kulesze Podlipne – wieś w Polsce położona w województwie podlaskim, w powiecie wysokomazowieckim, w gminie Kulesze Kościelne.
Zaścianek szlachecki Podlipne należący do okolicy zaściankowej Kulesze położony był w drugiej połowie XVII wieku w powiecie brańskim ziemi bielskiej województwa podlaskiego. W latach 1975–1998 miejscowość administracyjnie należała do województwa łomżyńskiego.
Wierni kościoła rzymskokatolickiego należą do parafii św. Bartłomieja Apostoła w Kuleszach Kościelnych.

## Historia
W akcie przysięgi na wierność królowi Polskiemu z 1569 r. wymienia się rycerzy ze wsi Podlipne. Według językoznawców nazwa miejscowości pochodzi od przydomku tutejszych dziedziców zwanych Podlipnymi.
W roku 1580 posiadaczem był Więczsław Kulesza, woźny bielski ziemski. Wraz z działem w Kuleszach-Podawcach miał 11 włók ziemi. W następnych latach dziedziczyli tu głównie Kuleszowie.
W XVIII w. wieś własnością rodu Zaleskich herbu Lubicz, którzy większość ziemi wydzierżawili chłopom. Kolejni posiadacze: Smólscy, Milewscy, Przeździeccy i Godlewscy.
W 1827 r. miejscowość liczyła 7 domów i 35 mieszkańców. Kulesze-Podlipne były wsią dworską do 1864 r. Później większość ziemi została uwłaszczona w ramach ukazu carskiego. Właściciele drobnoszlacheccy również posiadali działy ziemi.
W 1891 roku istniało tu 6 gospodarstw chłopskich oraz 3 drobnoszlacheckie. Średnie gospodarstwo miało obszar 10,8 ha.
Pierwszy Powszechny Spis Ludności z 1921 roku wykazał 9 domów i 59 mieszkańców.